# Miquel Santonja i Cantó
Miquel Santonja i Cantó (Alcoi, 25 de novembre de 1859 - Madrid, 12 de març de 1940) fou un compositor musical valencià.
Era germà del pintor Antonio Santonja i Cantó, pensionat per l'Acadèmia de Belles Arts per estudiar a Roma, feu des d'aquella ciutat els enviaments reglamentaris: un oratori titulat Débora i una Simfonia en quatre temps. En retornar a Espanya es dedicà al teatre, component la música d'un gran nombre de sarsueles, entre les quals cal mencionar:
- El as de bastos, (1894).
- Cosas del pueblo,(1894).
- Un si y un no, (1895).
- Cerveza amarga, (1896).
- La nieta de Don Quijote, (1896).
- El uno y el otro, (1896).
- Dela corte al cortijo, (1896).
- Los criticones, (1896).
- La sucursal del infierno, (1896).
- Las cigarreras, (1897).
- Los facciosos, (1897).
- La noche del Tenorio, (1897).
- Sin permiso de su tio, (1899).
- Nuevo genero, (1900).
- Mis dos maridos, (1900).